# Muzeul de Artă din Târgu Mureș
Muzeul de Artă (în maghiară Művészeti Múzeum) este secția de artă din cadrul Muzeului Județean Mureș, fiind găzduit de Palatul Culturii, clădire emblematică, istorică și de referință a Târgu Mureșului.

## Istoric
Inaugurată în 1913 odată cu finalizarea lucrărilor la Palatul Culturii, Pinacoteca păstrează localizarea inițială, cea de la etajul trei al aripii din stânga la care se adaugă cele dobândite ulterior, în timp. Colecția inițială a pinacotecii cuprindea 68 de lucrări primite în custodie de la Muzeul Național de Artă din Budapesta.  Lor li s-au adăugat alte 15, cumpărate de primarul iubitor de artă, György Bernády, din banii orașului liber regesc Târgu Mureș. Astfel, au fost achiziționate picturi de la Károly Lotz⁠(en)[traduceți] (Múzsa lírával), László Paál (Erdő mélyén, Naplemente), Mihály Munkácsy⁠(en)[traduceți], Miklós Barabás, Adolf Fényes⁠(en)[traduceți], Árpád Vida⁠(hu)[traduceți], Károly Ferenczi⁠(en)[traduceți] (Levétel a keresztről, Szinnyei Merse Pál arcképe), István Réti (Öreg honvédek), Árpád Feszty și András Bordi⁠(hu)[traduceți].
O perioadă favorabilă, în care colecția cunoaște un puternic reviriment, este cea în care artistul Aurel Ciupe a fost numit între 1932–1940 custode al Pinacotecii. Astfel, anul 1934 a fost unul de referință în achiziția și donația de lucrări de artă românească.
După cel de-al Doilea Război Mondial, a continuat să crească numărul donațiilor, transferurilor și achizițiilor, diversificându-se și fizionomia genurilor. Demne de menționat prin valoare și număr de lucrări sunt donațiile de autor: Ion Vlasiu, Imre Nagy, Eugen Gâscă și donația colecționarilor Madeleine și Teofil Baciu, respectiv Elisabeta și Gheorghe David. S-a ajuns în prezent la peste 2500 de piese de pictură, sculptură, grafică și artă decorativă.

## Galerii
- Galeria de Artă Clasică Maghiară
- Galeria de Artă Românească Modernă
- Galeria Ion Vlasiu (1908-1997)
- Galeria Dósa Géza (1846-1871)
- Galeria Donația Elisabeta și Gheorghe David

## Muzeografi renumiți
- András Bordi⁠(hu)[traduceți] (1905-1989), pictor, profesor de desen, directorul Palatului Culturii între 1940-1971
- Gábor Piskolti (1913-1970), pictor, profesor de desen[4]